# Atletica leggera ai XVII Giochi paralimpici estivi - 1500 metri piani maschili
Ai XVII Giochi paralimpici estivi le competizioni dei 1500 metri piani maschili si sono svolte tra il 31 agosto e il 7 settembre 2024 presso lo Stade de France di Parigi.

## Risultati
Di seguito sono riportati i risultati delle finali di tutte le gare dei 1500 metri piani maschili per ogni classe di competizione. Maggiori dettagli sulle singole gare, compresi i risultati delle batterie di qualificazione, si trovano nelle pagine dedicate.

### T46
| Pos.    | Nome                     | Nazionalità                 | Tempo   | Note                          |
| ------- | ------------------------ | --------------------------- | ------- | ----------------------------- |
| Oro     | Aleksandr Jaremčuk (T46) | Atleti Paralimpici Neutrali | 3'50"24 |                               |
| Argento | Michael Roeger (T46)     | Australia                   | 3'51"19 |                               |
| Bronzo  | Antoine Praud (T46)      | Francia                     | 3'51"37 | Miglior prestazione personale |